# GJ 1214 b
GJ 1214 b je v roce 2009 objevená exoplaneta řadící se mezi superzemě s prokázanou atmosférou. Při svém objevu astronomem Zachory Bertou byla planetou nejpodobnější Zemi. Je vzdálena 40 světelných let od Země v souhvězdí Hadonoše, a obíhá jednou za 38 hodin červeného trpaslíka GJ 1214, jehož zářivý výkon je 300krát menší než záření našeho Slunce. Vzdálenost od centrální hvězdy je 0,014 AU (přibližně 2 milióny km). Podle Harvard-Smithsonian Center for Astrophysics (CFA) se nachází na GJ 1214 b velké množství vody. Planeta je přibližně 6,5krát těžší než Země a přibližně třikrát větší. Odhad povrchové teploty planety je 200 °C.